# Pamfir
Pamfir (ukr. Памфір) − ukraiński dramat filmowy z 2022 roku w reżyserii i ze scenariuszem Dmytra Suchołytkiego-Sobczuka. 
Światowa premiera odbyła się 22 maja 2022 roku podczas 75. MFF w Cannes, w ramach sekcji 54. Directors' Fortnight. Do ukraińskiej dystrybucji trafił 23 marca 2023, a od 22 czerwca 2023 dostępny jest na platformie Netflix. Film zdobył główną nagrodę Międzynarodowego Festiwalu Filmowego w Kairze oraz Grand Prix Międzynarodowego Festiwalu Filmowego Molodist w Kijowie. Brał udział w licznych międzynarodowych festiwalach filmowych. Został uznany przez „The Guardian” za jeden z najlepszych filmów 2023.

## Fabuła
Pamfir, główny bohater filmu, to były przemytnik, który po kilku latach pracy w Polsce wraca do rodzinnej wsi w zachodniej Ukrainie jako oddany ojciec i mąż. Postanawia porzucić przeszłość i zarabiać na utrzymanie uczciwą pracą, dając dobry przykład nastoletniemu synowi Nazarowi. Akcja filmu toczy się w Bukowinie, w przeddzień tradycyjnego karnawału Malanka. W regionie korupcja przenika wszystkie sfery życia, a przestępczość i religia są ze sobą powiązane. Lokalną zorganizowaną przestępczością kieruje Orest Iwanowycz Mordowski, pseudonim Morda, będący jednocześnie szefem firmy zajmującej się ochroną lasów.
Nazar, chcąc zatrzymać ojca w domu, podpala jego dokumenty, co przypadkowo prowadzi do zniszczenia lokalnego domu modlitwy. W wyniku tego zdarzenia Pamfir zostaje zmuszony do powrotu na ścieżkę przestępstwa i ponownego zaangażowania się w przemyt.

## Produkcja
Od 2018 przy projekcie pracowała producentka Ołeksandra Kostina. Rozwój scenariusza kontynuowano m.in. podczas rezydencji Cinefondation w Paryżu oraz warsztatów TorinoFilmLab i Midpoint Intensive. Film zyskał partnerów we Francji, m.in. Les Films D'Ici i współproducentkę Laurę Briand. Producentkami filmu zostały również Bogna Szewczyk oraz Klaudia Śmieja-Rostworowska.
W 2019 projekt zdobył wsparcie finansowe Ukraińskiej Agencji Filmowej oraz międzynarodowych instytucji: Polskiego Instytutu Sztuki Filmowej, Visions Sud Est, Hubert Bals Fund, CNC, Goteborg Film Fund i gubernatora obwodu czerniowieckiego. Wspierała go także Ukraińska Fundacja Kultury.
Zdjęcia realizowano od października 2020 w Bukowinie, w trakcie lockdownu podczas pandemii COVID-19. Aktorzy przez trzy miesiące mieszkali na miejscu, ucząc się lokalnego dialektu i prowadząc dzienniki postaci. Przygotowania obejmowały też ekspedycje badawcze, jak np. dokumentowanie tradycyjnych metod suszenia siana.
W filmie zagrały zarówno profesjonalni aktorzy, jak i mieszkańcy regionu. W główną rolę wcielił się Ołeksandr Jacentiuk.

### Malanka
W filmie przedstawiono lokalną wersję karnawału Malanka, inspirowaną obchodami w Bełełuji, Waszkowcach i Krasnojilśku. Część elementów została opracowana przy współpracy artystów ludowych i dekoratorów, w tym Wołodymyra Czarnego.

## Festiwale
Pamfir znalazł się wśród 23 filmów fabularnych wybranych do programu 54. Directors' Fortnight w Cannes. Po pokazie premierowym film otrzymał 6-minutową owację na stojąco. W Cannes obecni byli m.in. Agnieszka Holland i Agnieszka Smoczyńska.
Reżyser uzasadniał obecność na festiwalu, gdzie były obecne także rosyjskie filmy, jako sposobność do mówienia światu o wojnie i sytuacji w Ukrainie.